# Пятьдесят оттенков свободы (фильм)
«Пятьдесят оттенков свободы» (англ. Fifty Shades Freed) — американский драматический фильм режиссёра Джеймса Фоули, завершающая часть трилогии, основанной на эротической серии книг британской писательницы Эрики Леонард. Премьера в США состоялась 9 февраля 2018 года, в России — 8 февраля.

## Сюжет
Молодожёны Кристиан и Анастейша («Ана») Грей прерывают свой медовый месяц и возвращаются в Сиэтл после получения новостей о проникновении в офис Кристиана. Некоторые компьютерные файлы были украдены, и камеры видеонаблюдения идентифицируют преступника как Джека Хайда, бывшего босса Аны, который был уволен за сексуальные домогательства. Тем временем Ана знакомится со своей новой службой безопасности.
Кристиан удивляет Ану новым домом и нанимает архитектора Джиа Маттео, чтобы перестроить его. Ана встревожена тем, что Джиа, привлекательная молодая женщина, открыто флиртует с Кристианом в её присутствии. Ана угрожает уволить Джиа, если она продолжит свои заигрывания, заставляя её прекратить.
Когда Кристиан уезжает в командировку, Ана игнорирует его просьбу остаться дома и идёт выпить со своей подругой Кейт Каваной. Кейт, которая встречается со старшим братом Кристиана, Эллиотом, говорит Ане, что их отношения выдыхаются; Эллиот тесно сотрудничает с Джиа, и Кейт подозрительно относится к их отношениям. Когда Ана возвращается домой, она встречает Джека Хайда, который берёт её в заложники и пытается похитить. Но охранники Аны задерживают его, и Джека арестовывают. После ссоры с Кристианом из-за встречи с Кейт Ана ругает Кристиана за чрезмерный контроль и собственничество и требует большей свободы. Вскоре после этого Кристиан удивляет Ану поездкой в Аспен, беря с собой Кейт, Эллиота, Мию и Хосе.
Кристиан и Ана продолжают свои сексуальные эксперименты, но дело усложняется, когда Ана рассказывает, что беременна. Кристиан глубоко встревожен, говоря, что у него были другие планы на первые годы их совместной жизни. Он уходит и напивается. На следующий день Ана обнаруживает, что Кристиан недавно связался со своей бывшей девушкой и доминантой, Эленой Линкольн. Тем временем Джек Хайд освобождён под залог в 500 000 долларов.
Через несколько дней Джек Хайд звонит Ане и требует выкуп за Мию, сестру Кристиана. Хайд требует 5 000 000 долларов наличными через 2 часа, или Миа будет убита. Он предупреждает Ану никому ничего не говорить и принести деньги одной. Ана берёт наличные и револьвер из сейфа, затем идёт в банк, чтобы снять полную сумму. Что-то заподозрив, менеджер банка звонит Кристиану. Он думает, что Ана покидает его, но затем отмечает совпадение между недавним освобождением Хайда и внезапным снятием денег Аны. Хайд приказывает Ане сесть в машину, припаркованную в переулке, чтобы передать её телефон водителю. Ана обманывает Хайда, отдав телефон управляющего банком. Она выходит через задний вход и узнаёт, что водитель и сообщник Джека — её коллега, Лиз. Она была за рулём машины, которая преследовала их.
Ана прибывает на место встречи с деньгами. Хайд, сошедший с ума, нападает на Ану и бьёт её ногой в живот. Лиз пытается остановить Джека, и в это время Ана вытаскивает револьвер и стреляет Хайду в ногу. Кристиан, его телохранитель Тейлор и полиция, которые отслеживали мобильный телефон Аны, прибывают и задерживают Хайда и Лиз. Теряя сознание, Ана слышит, как её зовёт Кристиан.
Ана просыпается через 3 дня в больнице, рядом с ней – Кристиан. Несмотря на злость из-за безрассудства Аны и беспокойство по поводу отцовства, Кристиан понимает, насколько важен для неё их ребёнок, и они примиряются. Приёмная мать Кристиана, Грейс, убеждает Кристиана, что Ана не оставит его. Ана возвращается домой на следующий день. Частный детектив Уэлч сообщает, что Кристиан и Хайд из одной и той же приемной семьи. Также стало известно, что Хайд шантажом заставил Лиз помогать ему. Позже Кристиан и Ана находят место, где похоронена биологическая мать Кристиана; они посещают могилу, и Кристиан возлагает на неё цветы.

## В ролях
- Дакота Джонсон — Анастейша Грей[5]
- Джейми Дорнан — Кристиан Грей[5]
- Эрик Джонсон — Джек Хайд[6]
- Макс Мартини — Джейсон Тейлор
- Брэнт Догерти — Люк Сойер[7]
- Ариэль Кеббел — Джиа Маттео[8]
- Фэй Мастерсон — Гейл Джонс
- Люк Граймс — Эллиот Грей
- Рита Ора — Миа Грей
- Марша Гей Харден — Грейс Тревельян Грей
- Эми Прайс-Фрэнсис — Элизабет Морган
- Тайлер Хеклин — Бойс Фокс
- Эндрю Эйрли — Кэррик Грей
- Хиро Канагава — детектив Кларк

## Съёмки
Съёмки проходили в Париже и Ванкувере 9 февраля и 12 июля 2016 года, под рабочим названием «Further Adventures of Max and Banks 2 & 3».

## Критика
Фильм получил негативные отзывы кинокритиков. На сайте Rotten Tomatoes фильм имеет рейтинг 12 % на основе 180 рецензий со средним баллом 3,1 из 10. На сайте Metacritic фильм имеет оценку 31 из 100 на основе 43 рецензий критиков, что соответствует статусу «в целом неблагоприятные отзывы». 20 декабря 2018 года эксперты журнала The Hollywood Reporter назвали худшие фильмы 2018 года. Третье место в указанном антирейтинге заняла картина «Пятьдесят оттенков свободы».